# Colomyia caricis
Colomyia caricis är en tvåvingeart som beskrevs av Rubsaamen 1899. Colomyia caricis ingår i släktet Colomyia och familjen gallmyggor.
Artens utbredningsområde är Tyskland. Inga underarter finns listade i Catalogue of Life.